# For Your Eyes Only (verhalenbundel)
For Your Eyes Only is het achtste James Bondboek van Ian Fleming, uitgebracht in 1960. Dit is een verhalenbundel met verschillende verhalen over James Bond. De titel van dit boek verwijst naar het gelijknamige verhaal. De Nederlandse titel van dit boek is Van een blik tot een moord en verwijst naar het verhaal From a View to a Kill.
De vijf verhalen in de bundel zijn:
1. From a View to a Kill - De Nederlandse titel hiervan is Van een blik tot een moord. De titel van het verhaal is terug te vinden in de film A View to a Kill, die verder een totaal nieuw verhaal bevat.
2. For Your Eyes Only - De Nederlandse titel hiervan is Voor uw ogen alleen. De film For Your Eyes Only is naar dit verhaal vernoemd, en het begin van de film is gebaseerd op het verhaal.
3. Quantum of Solace - De Nederlandse titel hiervan is De kwantum soelaas theorie. De titel is gebruikt voor een film, die verder een nieuw verhaal bevat.
4. Risico - De Nederlandse titel hiervan is hetzelfde. In de film For Your Eyes Only zijn elementen van dit verhaal verwerkt.
5. The Hildebrand Rarity - De Nederlandse titel hiervan is De Hildebrand-rariteit. Het personage Milton Krest en zijn jacht zijn verwerkt in de film Licence To Kill.

## From a View to a Kill
Bond is, na een mislukte missie in Oost-Europa, onderweg naar huis. Als Bond in Parijs is, geeft M hem de opdracht om te helpen bij het onderzoek naar een moord op een koerier van SHAPE, waarbij bovendien waardevolle documenten gestolen zijn. Bond legt, vermomd als koerier, dezelfde route af per motor en wordt op zijn beurt aangevallen. Bond was echter voorbereid en doodt de aanvaller, waarna hij met zijn collega's de schuilplaats van de spionnen opspoort en onschadelijk maakt. Daarna hoopt hij op een afspraakje met agente Mary Ann Russell.

## For Your Eyes Only
Het Jamaicaanse echtpaar Havelock weigert hun landgoed te verkopen aan een zekere Von Hammerstein. Hierop worden ze door Von Hammersteins rechterhand, Hector Gonzalez, en twee Cubaanse moordenaars doodgeschoten. Dit is een zeer persoonlijke zaak voor M, die getuige was bij hun huwelijk. Von Hammerstein, een Duits oorlogsmisdadiger, is na de Cubaanse Revolutie zijn land op Cuba kwijt, en vormt dus mogelijk nog steeds een gevaar voor dochter Judy Havelock. M stuurt Bond op een clandestiene missie, waarbij hij via Canada Vermont binnen moet trekken, om Von Hammerstein daar op zijn villa te liquideren. Bij de villa ontmoet Bond Judy, die ook op wraak zint, en Von Hammerstein met haar kruisboog doodschiet. Hierop volgt een vuurgevecht waarin Bond Gonzalez en de Cubanen neerschiet.

## Quantum of Solace
Bond is in Nassau aanwezig op een saai diner, na het voltooien van een missie. Als de andere gasten vertrekken merkt Bond toevallig op dat als hij zou trouwen, hij dit met een stewardess zou doen. Hierop vertelt de Gouverneur hem de geschiedenis van een ambtenaar in Bermuda, die trouwde met een stewardess. Na een korte tijd begon de vrouw een buitenechtelijke affaire, die op den duur allesbehalve geheim was. Haar man kon hierdoor zijn werk niet goed meer doen en stortte in. Na een werkreis naar Washington besloot hij om het huwelijk te beëindigen: het echtpaar leefde gescheiden in twee helften van het huis, maar verscheen in het openbaar nog gewoon samen. Uiteindelijk liet de man zijn vrouw in de steek en ging terug naar Engeland, waarbij hij haar bankroet achterliet. De auto schonk hij haar, maar toen ze deze probeerde te verkopen bleek hij niet afbetaald, zodat ze met extra schulden bleef zitten. Dit was een koude, meedogenloze daad van haar man, die haar volkomen was gaan haten.
Dit noemt de Gouverneur zijn theorie van een hoeveelheid warmte, of een "kwantum van soelaas": als die warmte tussen twee personen volledig verdwenen is, bekommeren zij zich niet meer om elkaars welzijn. Hij voegt eraan toe dat het weer goed kwam met de vrouw: ze trouwde met een rijke Canadees. Ze zijn het echtpaar dat net vertrokken is, en dat Bond zo saai vond. Bond gaat door dit verhaal beseffen dat ook gewone mensen veel interessanter kunnen zijn dan ze lijken.

## Risico
Bond wordt naar Italië gestuurd, om een grote lijn van drugssmokkel te onderzoeken. Bond krijgt informatie van de plaatselijke CIA-informant Kristatos, die Bond vertelt dat een zekere Enrico Colombo het brein achter de zaak is. Bond probeert via Colombo's minnares, gravin Lisl Baum, meer te ontdekken, maar wordt gevangengenomen. Colombo onthult hem echter dat Kristatos de drugssmokkelaar is, met steun van de Russen. Bond en Colombo's mannen vallen de schuilplaats van Kristatos aan, en Bond schiet een wegvluchtende Kristatos neer. Later heeft hij een romantisch wederzien met Lisl.

## The Hildebrand Rarity
Bond is op de Seychellen, nadat hij daar een missie voltooid heeft. Met de plaatselijke contactman Fidele Barbey ontmoet Bond de Amerikaanse miljonair Milton Krest. Krest zoekt zeldzame vissen (omdat dit hem een belastingvoordeel voor zijn jacht oplevert) en vraagt of Bond en Barbey interesse hebben om hem te helpen bij het vangen van een Hildebrand-rariteit. De drie mannen, en Krests Engelse vrouw Elizabeth, gaan op weg. Krest blijkt echter een agressieve, dominante persoon, die niet aarzelt om zijn vrouw te slaan met de staart van een pijlstaartrog. Als ze de vis vinden gebruikt Krest geen net, maar giet hij gif in het water, waarop er veel vissen onnodig dood gaan. Op de terugweg wordt Krest dronken, en bedreigt hij niet alleen zijn vrouw, maar ook Bond, als hij deze met zijn vrouw ziet praten.
Die nacht hoort Bond een verstikt geluid, en treft hij een dode Krest aan met de vis in zijn keel gepropt. Bond gooit het lijk overboord en zet de zaak zo in scène dat het lijkt alsof Krest gewoon overboord gevallen is. Bond weet niet wie de dader is, al zijn Barbey en Elizabeth allebei verdacht, en dan Elizabeth nog het meeste. Zij biedt Bond echter aan om mee te varen naar de volgende bestemming, en hij accepteert.